# Michigan State Spartans (pallacanestro maschile)
I Michigan State Spartans sono la squadra di pallacanestro della Michigan State University, con sede a East Lansing, Michigan, e militano nella prestigiosa Big Ten Conference della Division I del campionato di pallacanestro della NCAA sin dall'anno della loro fondazione avvenuta nel 1898. Attualmente la squadra è considerata una delle migliori della NCAA.
Nella loro storia gli Spartans hanno vinto due tornei NCAA. Il primo, arrivato nel 1979, ha visto brillare la stella di Magic Johnson e la vittoria in finale per 75-64 sugli Indiana State Sycamores di colui che sarà il rivale di sempre di Johnson: Larry Bird. Quella partita è da molti considerata l'inizio della storica rivalità tra il futuro playmaker dei Lakers e l'ala piccola dei Celtics. Il secondo trofeo NCAA è invece arrivato nel 2000 contro i Florida Gators.
In tutto gli Spartans contano 14 vittorie nella Big Ten Conference, cinque vittorie nel Big Ten Conference Tournament e possono vantare il record di 21 partecipazioni consecutive al torneo NCAA (1998-2018), questo è il secondo miglior risultato di sempre dietro ai Kansas Jayhawks (29).
Il 13 dicembre 2003 gli Spartans hanno giocato contro i Kansas Jayhawks quella che è stata la partita tra squadre di college con il maggior numero di spettatori di sempre (78.129) presso il Ford Field, lo stadio di Football di Detroit.

## Stagioni Notevoli
- 1978-1979: Campioni Big Ten Conference, Campioni NCAA. Magic Johnson nominato NCAA MOP e premiato con il Chicago Tribune Silver Basketball.
- 1999-2000: Campioni Big Ten Conference e Big Ten Conference Tournament. Campioni NCAA. Mateen Cleaves nominato NCAA MOP, Morris Peterson nominato Big Ten Conference Basketball Tournament MOP e premiato con il Chicago Tribune Silver Basketball.

## Allenatori
- 1898 - 1899 Sconosciuto
- 1899 - 1901 Charles O. Bemies
- 1901 - 1903 George E. Denman
- 1903 – 1910 Chester L. Brewer
- 1910 - 1916 John F. Macklin
- 1916 - 1920 George E. Gauthier
- 1920 - 1922 Lyman L. Frimodig
- 1922 - 1924 Fred H. Walker
- 1924 - 1926 John H. Kobs
- 1926 - 1949 Benjamin F. VanAlstyne
- 1949 - 1950 Alton S. Kircher
- 1950 - 1954 Pete Newell
- 1954 - 1965 Forrest A. Anderson
- 1965 - 1969 John E. Benington
- 1969 - 1976 Gus G. Ganakas
- 1976 - 1995 Jud Heathcote
- 1995 - oggi Tom Izzo

## Statistiche

### Di squadra
- Stagioni: 116
- Partite disputate: 2 783
- Partite vinte: 1 698
- Partite perse: 1 085
- Percentuale di vittorie: 61.0

Torneo NCAA

- Apparizioni: 32 (1957, 1959, 1978, 1979, 1985, 1986, 1990, 1991, 1992, 1994, 1995, 1998, 1999, 2000, 2001, 2002, 2003, 2004, 2005, 2006, 2007, 2008, 2009, 2010, 2011, 2012, 2013, 2014, 2015, 2016, 2017, 2018)
- Round of 32: 23 (1978, 1979, 1986, 1990, 1991, 1992, 1994, 1998, 1999, 2000, 2001, 2003, 2005, 2007, 2008, 2009, 2010, 2012, 2013, 2014, 2015, 2017, 2018)
- Sweet Sixteen: 19 (1957, 1959, 1978, 1979, 1986, 1990, 1998, 1999, 2000, 2001, 2003, 2005, 2008, 2009, 2010, 2012, 2013, 2014, 2015)
- Elite Eight: 13 (1957, 1959, 1978, 1979, 1999, 2000, 2001, 2003, 2005, 2009, 2010, 2014, 2015)
- Final Four: 9 (1957, 1979, 1999, 2000, 2001, 2005, 2009, 2010, 2015)

## Palazzetto
Gli Spartans giocano presso il Jack Breslin Student Events Center di Lansing, un'arena polifunzionale della Michigan State University inaugurata nel 1989. Il nome deriva da Jack Breslin, ex atleta e amministratore della MSU, uno dei primi a promuovere la costruzione di una nuova arena.
Il campo da gioco del Breslin Center è lo stesso su cui gli Spartans hanno vinto il titolo NCAA nel 2000 presso lo RCA Dome di Indianapolis. È stato infatti acquistato dalla Horner Flooring, l'azienda deputata a curare i campi delle Final Four. Vicino al campo è stata posta una targa per ricordare l'importanza che questo campo ha avuto nella storia della scuola.
Prima del Breslin Center, gli Spartans giocavano alla Jeninson Fieldhouse, la principale arena della MSU fino al 1989. Costruita nel 1940 in stile art deco, è oggi sede dei Michigan State Spartans di pallavolo femminile.

## Tifosi
I tifosi degli Spartans sono conosciuti come The Izzone, dal nome del coach Tom Izzo. In particolare, The Izzone è un gruppo di tifosi organizzato che conta circa 4.000 membri, per la maggior parte studenti della MSU. Le radici di questo gruppo vanno cercate negli Spartans Spirits, un gruppo formato dallo storico coach Jud Heathcote, che ogni anno indossava una t-shirt a tema. Nella stagione 1995-1996 venne fatta stampare una maglietta con il nome Izzone per celebrare l'arrivo di Tom Izzo sulla panchina degli Spartans. In breve quel nome divenne così popolare da sostituire ufficialmente Spartans Spirit.
All'interno del Breslin Center, The Izzone occupa sia il parterre che il primo anello. Per avere il diritto ai biglietti del parterre, gli studenti devono partecipare all'Izzone September Camp. La priorità è data a quegli studenti che avevano l'accesso al parterre l'anno prima, che hanno completato il campo e che sono mancati a massimo due partite la stagione precedente.

## Palmarès
- NCAA Tournament (1979, 2000)
- Big Ten Conference (1957, 1959, 1967, 1978, 1979, 1990, 1998, 1999, 2000, 2001, 2009, 2010, 2012, 2018)
- Big Ten Conference Tournament (1999, 2000, 2012, 2014, 2016)